# Пономарёв, Денис Владимирович
Денис Владимирович Пономарёв (род. 15 июня 1994 года) — российский пловец в ластах.

## Карьера
Чемпион мира 2011 года в эстафете 4×3000 м. Неоднократный призёр чемпионатов Европы и России.